# トカチョフ・ヤン
トカチョフ・ヤン（ロシア語: Ян Ткачёв、ロシア語ラテン翻字: Yan Tkachov、2001年〈平成13年〉5月14日 - ）は、日本で活動するウクライナ人のYouTuber。実兄のトカチョフ・サワもYouTuberで、兄弟でサワヤン兄弟として活動中。慶應義塾大学卒業。別名は、ヤン・ユンチョル。

## 来歴
2001年5月、東京都で生まれる。江東区立元加賀小学校、江東区立深川第一中学校、國學院久我山高校を経て、慶應義塾大学総合政策学部卒業。高校時代はバスケットボール部に所属し、関東大会や全国大会に出場。大学にはAO入試を利用して入学し、2025年3月に卒業を公表した。

### サワヤンとして
2019年10月に兄のサワからの電話で、一緒にYouTubeをやらないかと誘われる。初めは困惑したが、 15分悩んだ末、サワと一緒にYouTuberになることを決意する。
そして、2020年から兄のトカチョフ・サワとサワヤンチャンネルとサワヤンゲームズに出演している。
またサブチャンネルの「サワヤンオフ」「サワヤンカルチャー」にも出演。
2022年10月には、愛知県で開催されたフィジーク大会に出場し3位だった。2023年9月の大会は第1位という成績を収めた。
またヤン・ユンチョルという別名は、ヤンの高校時代の頃の友人がふざけてつけたあだ名であり、それをお兄ちゃん(サワ)が気に入ったため、現在も続いていると個人配信で話している。ヤン自身はそのあだ名を気に入っており、今後も呼び続けて欲しいと話している。

## YouTube
SAWAYAN CHANNEL/ サワヤンチャンネル
チャンネルでは、ユンチョル工務店と称し、サプライズやドッキリ(ドツキリ)を多く兄のサワにし、人気がある。
好きなバスケツトボール選手は、兄のトカチョフ・サワだと動画で明かした。
ドツキリの後には「おはよう！オニイチャン！」と言う。
大食いや辛口ばちばちオオスズメバチ食レポなどの食べ物系の動画が多く、特に「ヤンクツク」という自身が兄のサワに料理を振る舞う企画が人気である。
SAWAYAN GAMES/ サワヤンゲームズ
ゲームチャンネルでは、サワとゲームをプレイする。あまり練習していないため負けることが多いが、マリオパーティは強い。兄に代わりゲーム実況プレイをすることがある。